# Cinéma guinéen

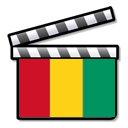
Un clap aux couleurs du drapeau guinéen.

Le cinéma guinéen englobe les films et l'ensemble de la filière cinématographique en république de Guinée.

## Histoire
La cinématographie guinéenne occupe une place privilégiée dans l'histoire du cinéma africain, la Guinée, dispose en 1946 de quatre salles de cinéma, dont trois le Rex, le Palace et le Rialto se trouvent au centre-ville tandis que la quatrième, le Vox, est située dans le quartier africain de Sandervalia, tous à Kaloum. Fin 1950, le cinquième cinéma est construit en banlieue, à Coléah. Dans la même décennie, elle prend sont développement est enclenché dans les années 1950.

Sixième plus anciennes sur le continent africain (après l'Afrique du Sud en 1910, la Tunisie en 1924, l'Egypte en 1928, le Madagascar en 1937 et le Congo en 1950).

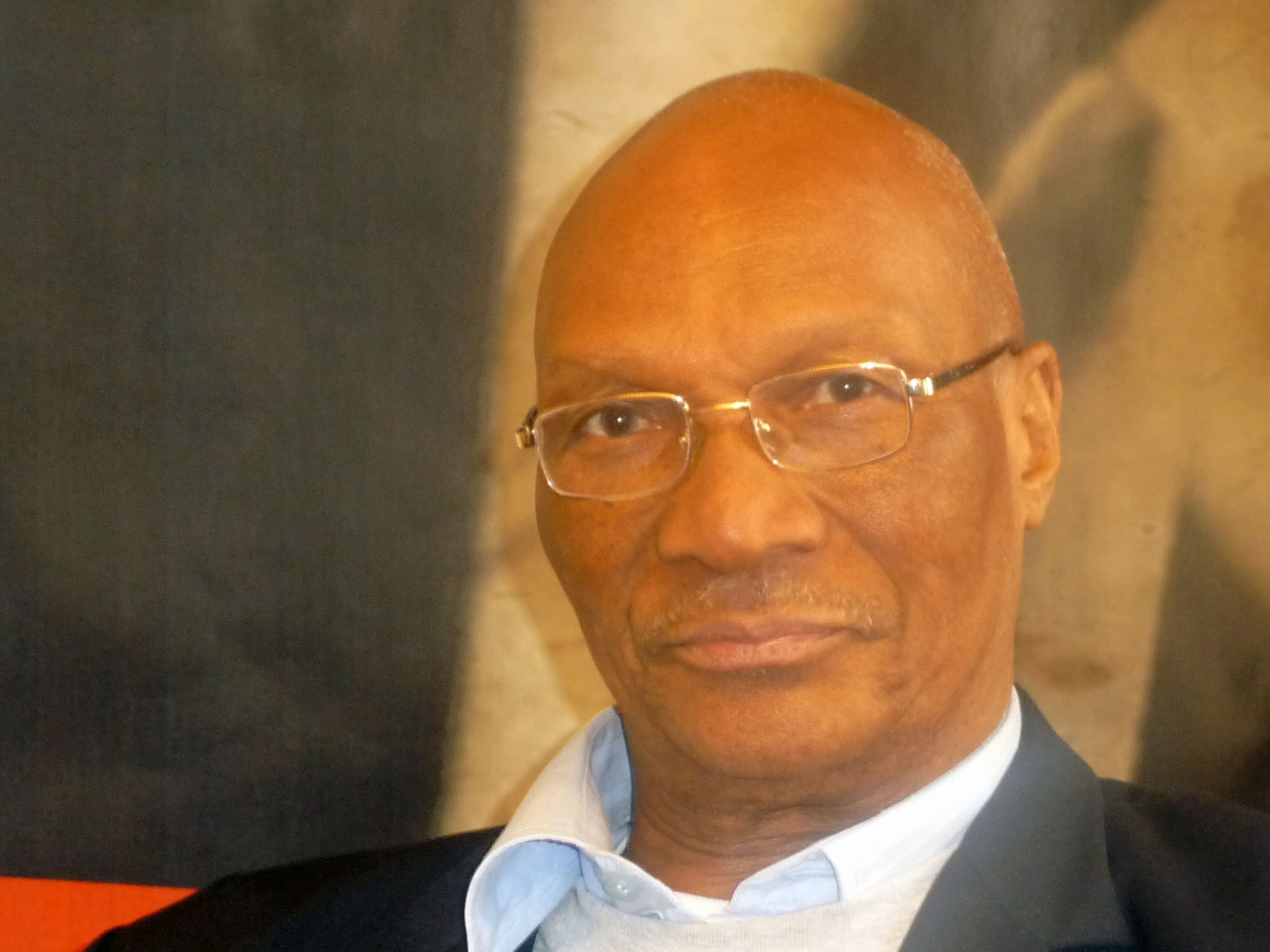
Moussa Kemoko Diakité en 2011

En 1953 avec Mouramani, Mamadou Touré sortie le premier film d'un guinéen sous l'administration coloniale française. 
Cella s'intensifier véritablement après l’accession a l’indépendance sous Ahmed Sékou Touré avec la création de Syli-Cinéma en 1967. Grâce à des financiers l'Etat, le nombre de productions et de salles de cinéma double. 
Parmi les réalisateurs pionniers les plus marquants, on retrouve Moussa Kémoko Diakité, Barry Sekou Oumar, Cheick Fantamady Camara. 
A l’avènement de la deuxième république le cinéma change, ont passe des langues nationales pour le français et depuis l'avènement du numérique le nombre de nouveaux films accroît régulièrement.
Depuis 2004 les passionnés du 7e art ont à leur disposition des écoles et structures de cinéma afin d'être plus compétents notamment l'Institut Supérieur des Arts Mory Kanté de Guinée.

## Personnalités notables
Liste de catégories concernant les :

## Films notables
Listes des films guinéen classés par année et des films d'animation guinéen

## Festivals et récompenses

### Festivals et récompenses
- Festival National du Cinéma et de l’Audiovisuel de Guinée (FENACAG)
- Festival International de Conakry (FIC) (irrégulier)
- Journées Cinématographiques de Guinée (1980-1990)

## Formations
- l'Institut Supérieur des Arts Mory Kanté de Guinée

## Organismes et associations
- Fédération Nationale des Cinéastes de Guinée - FENACIG
- Bureau Guinéen du droit d'Auteur - BGDA
- Office National du Cinéma Guinéen - ONACIG

## Genres

### Documentaires
Et vint la liberté de Sekou Oumar Barry en 1968 est le début du genre en Guinée.

### Cinéma d'animation
Depuis 1953, le cinéma guinéen cantonné aux courts métrages, le cinéma guinéen d'animation accède au long métrage en 1993 avec Naitou de Moussa Kémoko Diakité.

## Sources et références

### Sources
- Cet article est partiellement ou en totalité issu de l'article intitulé « Histoire du cinéma » (voir la liste des auteurs).

- Cet article est partiellement ou en totalité issu de l'article intitulé « Histoire du cinéma guinéen » (voir la liste des auteurs). *